# 聖多明各 (安蒂奧基亞省)
聖多明各是哥倫比亞的城鎮，位於該國北部，由安蒂奧基亞省負責管轄，距離首府麥德林69公里，始建於1778年，面積271平方公里，海拔高度2,003米，2005年人口11,418。
6°28′20″N 75°09′53″W / 6.47222°N 75.1647°W